# Renégats
Renégats (titre original : Knights of Dark Renown) est un roman de fantasy de David Gemmell paru en 1989 en anglais et en 2002 en français (traduction de Laurent Calluaud pour les éditions Mnémos).
L'histoire prend lieu dans le même monde que le Cycle Drenaï, mais dans un passé lointain : les évènements de Renégats sont mentionnés dans L’Étoile du matin et dans Loup blanc.
Après une nouvelle victoire contre les Fomoriens, le général Ahak décrète le démantèlement de l’immense Empire de la Gabala qui dominait tout le continent, revenant aux frontières d’origines des Neuf Duchés (qui correspondent largement au royaume de Pelucid).
À cette époque la magie était davantage présente et liée aux couleurs et aux émotions.

## Résumé
Depuis la disparition des Chevaliers de la Gabala partis libérer le peuple des Vyres des créatures des ténèbres, rien ne va plus dans les Neuf Duchés. Corruption, violence et peur se répandent dans tout le royaume. La révolte gronde contre les programmes de régénération nationale et de purification ethnique mis en place par les chevaliers rouge du nouveau roi. Alors que les sombres rumeurs se multiplient, l’espoir des petites gens se tournent vers le héros rebelle Llaw Gyffes qui rassemblerait une armée dans la forêt Océane…

## Univers
- Magie des couleurs :

Jaune : joie, innocence, émerveillement (mène aux autres couleurs)
Bleu : Ciel, magie du vol
Vert : guérison, croissance
Noir : Terre, vitesse, force
Blanc : paix, calme, harmonie, sérénité
Rouge : violence, peur, colère, luxure
Violet : non précisé par l'auteur
Or : jaune magnifié qui contient toutes les autres couleurs
- Les Wyccha, des sorcières rebouteuses sont mentionnées

## Commentaires
- Le titre du roman est inspiré de celui du livre de Graham Shelby lui-même intitulé Knights of Dark Renown (1969)[2].